# Здовц, Юрий
Юрий «Юре» Здовц (словен. Jurij «Jure» Zdovc; 13 декабря 1966, Марибор, СР Словения, СФРЮ) — югославский и словенский баскетболист и тренер. Член Зала славы ФИБА (2020).

## Биография
Начал заниматься баскетболом в клубе «Комета» из Словенске-Конице. Его дядя Мирослав (1929—2009) был известным словенским фотографом.
Играл за «Олимпию» с 1983 года, выиграл два чемпионата Словении, три Кубка Словении и Адриатическую лигу в 2002 году.
В 1993 году выиграл Евролигу и чемпионат Франции в составе «Лиможа». В 1997 году в составе «Пари Баскет Расинг» выиграл чемпионат Франции.
В 2011—2013 годах был тренером петербургского «Спартака».